# Yoshihiko Ōsaki
Yoshihiko Ōsaki (japonès: 大崎剛彦)  (Wajima, 27 de febrer de 1939 - Osaka, 28 d'abril de 2015) fou un nedador japonès, especialista en braça, que va competir durant les dècades de 1950 i 1960.
El 1960 va prendre part en els Jocs Olímpics d'Estiu de Roma, on disputà dues proves del programa de natació. Guanyà la medalla de plata en els 200 metres braça i la de bronze en els 4x100 metres estils, tot formant equip amb Kazuo Tomita, Koichi Hirakida i Keigo Shimizu.
El 1984 va ajudar a fundar l'Associació Japonesa de Veterans de Natació, de la qual va formar part de la junta fins a la seva mort. El 1986 va organitzar els primers campionats mundials de veterans FINA a Tòquio. Va competir en cinc grups d'edat, havent establert 9 rècords mundials i guanyant set títols mundials. El 2006 va ser incorporat a l'International Swimming Hall of Fame.
Va morir el 2015, amb 76 anys.